# Ipar (лист)
Ipar (Привреда) је лист на мађарском језику који je и прва штампана периодична публикација у Сомбору. Први број листа је изашао 4. фебруара 1865. године и кратко је излазио. Уредник и власник је био Јожеф Зач.

## Историјат
Први, односно огледни број како пише на насловној страни, појавио се 4. фебруара 1865. године.
Поднаслов је означаво Ipar као родољубиви и духовни недељник од општег интереса. У складу са паролом која је прокламована у уводнику првог броја – хармонично уздизање материјалних и духовних вредности – овај лист се бавио не само привредним и економским темама него је пратио и значајне појаве друштвеног и духовног живота.
Упркос великим очекивањима, лист се угасио убрзо по излажењу услед материјалних проблема. Вероватно није било довољно пренумераната који би претплатом допринели покривању трошкова штампања и дистрибуције.

### Периодичност излажења
Ipar је излазио једном недељно.

### Време и место издавања
Сомбор, 4. фебруар 1865. године -

### Издавач и штампарија
Власник листа је био Јожеф Зач (Zách József), а штампан је у штампарији Андраша Вагнера. 

## Уредник листа
Уредник и власник је био Јожеф Зач (Zách József), професор Ниже реалке.